# Henry Drysdale Dakin
Henry Drysdale Dakin (Londen, 12 maart 1880 - 10 februari 1952) was een Brits chemicus. Hij studeerde aan het Yorkshire College (vanaf 1904 de Universiteit van Leeds) onder Julius Berend Cohen. Hij legde zich toe op de chemie van enzymen en werd een van de grondleggers van de biochemie. Toen hij met een studiebeurs werkte in Heidelberg bij Albrecht Kossel ontdekten beiden het enzym arginase. Hij ontdekte ook glyoxalase en een synthese van adrenaline.
In 1905 werd hij uitgenodigd om te gaan werken in het privélaboratorium van dr. Christian Archibald Herter (een van de oprichters van het Journal of Biological Chemistry) in New York. Voor de rest van zijn leven werkte hij hoofdzakelijk in de Verenigde Staten, waar hij in 1952 overleed.
Hij promoveerde tot doctor aan de universiteit van Leeds in 1907.
Tijdens de Eerste Wereldoorlog werkte hij met Alexis Carrel in een chirurgisch hospitaal achter het front in Frankrijk. Samen ontwikkelden ze de Carrel-Dakin-methode voor wondbehandeling en de naam van Dakin werd verbonden aan een antiseptische oplossing die, voordat antibiotica werd ontdekt, veel werd gebruikt voor het ontsmetten van wonden. Het is een gebufferde natriumhypochloriet-oplossing. De Franse regering nam hem en Carrel op in het Legioen van Eer.
Dakin ontving diverse onderscheidingen waaronder de Davy-medaille in 1941.
Zijn naam is ook verbonden aan de Dakin-oxidatie en de Dakin-West-reactie.